# Sylvio Capanema
Sylvio Capanema de Sousa (Rio de Janeiro, 1938 — Rio de Janeiro, 20 de junho de 2020) foi um jurista brasileiro, e autor da lei do inquilinato. Durante sua carreira profissional foi advogado, professor de direito e desembargador.

## Biografia
Natural do Rio de Janeiro, formou-se em 1960 pela Faculdade Nacional de Direito. De 1970 a 1994, exerceu o cargo de consultor jurídico da Associação dos Proprietários de Imóveis do Rio de Janeiro e da Confederação das Associações de Proprietários de Imóveis do Brasil, e fundou a Associação dos Advogados do Direito Imobiliário (ABAMI).
Após 33 anos de atuação como advogado, ingressou na Magistratura do Estado do Rio de Janeiro em 1994, pelo quinto constitucional.
Morreu em 20 de junho de 2020, aos 82 anos, vítima da COVID-19, após ficar internado em um hospital no Rio de Janeiro por quase três meses em razão de uma infecção pelo novo coronavírus.